# السخرة (ذي ناعم)

تعديل مصدري - تعديل

السخرة هي إحدى قرى عزلة الحيكل بمديرية ذي ناعم التابعة لمحافظة البيضاء، بلغ تعداد سكانها 551 نسمة حسب تعداد اليمن لعام 2004.